# Condado de Randolph (Misuri)
El condado de Randolph (en inglés: Randolph County), fundado en 1829, es uno de 114 condados del estado estadounidense de Misuri. En el año 2008, el condado tenía una población de 25,723 habitantes y una densidad poblacional de 13 personas por km². La sede del condado es Huntsville. El condado recibe su nombre en honor al Congresista de Virginia John Randolph.

## Geografía
Según la Oficina del Censo, el condado tiene un área total de 1264 km² (488 mi²), de la cual 1248 km² (481,9 mi²) es tierra y 13 km² (5 mi²) (1.09%) es agua.

### Condados adyacentes
- Condado de Macon (norte)
- Condado de Shelby (noreste)
- Condado de Monroe (este)
- Condado de Audrain (sureste)
- Condado de Boone (sureste)
- Condado de Howard (sur)
- Condado de Chariton (oeste)

## Demografía
Según la Oficina del Censo en 2000, los ingresos medios por hogar en el condado eran de $31,464, y los ingresos medios por familia eran $39,268. Los hombres tenían unos ingresos medios de $26,878 frente a los $20,366 para las mujeres. La renta per cápita para el condado era de $15,010. Alrededor del 12.50% de la población estaban por debajo del umbral de pobreza.

## Transporte

### Carreteras principales
- Ruta 10
- Ruta 13
- Ruta 210

## Localidades
| - Cairo - Clark | - Clifton Hill - Higbee | - Huntsville - Jacksonville | - Moberly - Renick |